# دشمن ملت (فیلم)
دشمن ملت (به انگلیسی: Enemy of the State) یک فیلم اکشن در سبک سینمای سیاسی به کارگردانی تونی اسکات محصول سال ۱۹۹۸ آمریکا با بازی ویل اسمیت، جین هکمن، جان ویت، جک بلک، بری پپر، رجینا کینگ، یان هارت، لیزا بونت، جاشا واشینگتن، جیمز لوگرو، جیک بیوزی، اسکات کان، جیمی کندی، جیسون لی، گابریل بیرن، آنا گان، لورن دین، ست گرین، دان باتلر، تام سایزمور، جیسون روباردز، فیلیپ بیکر هال، برایان مارکینسون، تام کوئین و ایوانا ملیسویک است. در این فیلم، یک وکیل پس از دریافت ناآگاهانه نواری از ماموران در حال قتل یک نماینده کنگره توسط گروهی از ماموران فاسد آژانس امنیت ملی مورد هدف قرار می‌گیرد.
این فیلم بیش از ۲۵۰ میلیون دلار در سرتاسر جهان فروخت و نقدهای کلی مثبتی از منتقدان دریافت کرد و بسیاری از نویسندگی و کارگردانی و همچنین بازی بین اسمیت و هکمن را تحسین کردند.

## داستان
نماینده کنگره فیل همرزلی قصد دارد از تصویب یک لایحه جدید ضدتروریسم جلوگیری کند که اختیارات نظارتی سازمان‌های اطلاعاتی آمریکا را گسترش می‌دهد. او معتقد است مزایای احتمالی این لایحه به اندازه‌ای نیست که ارزش فدا کردن حقوق حریم خصوصی شهروندان عادی را داشته باشد.
توماس رینولدز، معاون مدیر آژانس امنیت ملی (NSA)، که خواهان تصویب این لایحه برای کسب ارتقاء شغلی است، مأموران وفادار به خود را مأمور می‌کند تا همرزلی را به قتل برسانند و مرگ او را به عنوان یک تصادف رانندگی ناشی از حمله قلبی جلوه دهند.
رابرت کلیتون دین، وکیل کارگری، روی پرونده‌ای کار می‌کند که مربوط به پاولی پینترو، صاحب رستوران و رئیس مافیای محلی است. دین گاهی اوقات شخصی به نام "بریل" را - که هرگز به صورت حضوری ملاقات نکرده - برای انجام عملیات نظارتی استخدام می‌کند. بریل نوار صوتی‌ای به دست می‌آورد که پینترو را به دلیل نقض آزادی مشروط محکوم می‌کند. دین با استفاده از این نوار، پینترو را تهدید می‌کند تا او را وادار به پذیرش یک توافق‌نامه مطلوب کند و یک کپی از نوار را نیز نزد خود نگه می‌دارد.